# Omnos
Omnos ist die Single-Auskopplung der Schweizer Pagan/Folk-Metal-Band Eluveitie vom Album Evocation I – The Arcane Dominion. Die Single wurde in Europa am 20. März 2009 durch Nuclear Blast veröffentlicht.
Nachdem bereits Mitte März das Lied Omnos auf der Musikplattform Myspace angehört werden konnte, erschien das dazugehörige Musikvideo am 24. März ebenfalls auf Myspace.

## Stil und Entstehung
Das Lied wurde von Chrigel Glanzmann und David Stifter verfasst. Glanzmann komponierte die Musik und der Text wurde vom Wiener Keltologen David Stifter verfasst. Die Melodien orientieren sich stark an keltischen und irischen Volksliedern und werden mit traditionellen Instrumenten präsentiert, wie beispielsweise der Einsatz von Tin Whistle, Schottische Sackpfeife, Fiddle, Mandola, Mandoline, Uilleann Pipes, Bodhrán oder Drehleier.
Anders als in den beiden Vorgängeralben Spirit und Slania übernimmt auf der Single grösstenteils Anna Murphy den Gesang. Die beiden Lieder sind in gallischer Sprache verfasst.

## Titelliste
1. Omnos 03:48
2. Brictom 04:22

## Inhalte der Lieder
- Omnos handelt von einem Mädchen, das mit einem Wolf singen und Blumen pflücken wollte. Der Wolf jedoch wollte „die Blume ihrer Jugend jagen“, also sie sexuell missbrauchen.

- Brictom basiert auf einem altgallischen Originaltext, der einen Fluch darstellt, der von Frauen angewendet wurde.